# Michael D. Jones
Pour les articles homonymes, voir Michael Jones.
Michael D. Jones est un prêtre congrégationaliste gallois né le 2 mars 1822 à Llanuwchllyn et mort le 2 décembre 1898 à Bala. Il est célèbre en tant que pionnier du nationalisme gallois moderne et initiateur de la colonisation galloise du Chubut, en Argentine.

## Biographie

### Origines et éducation
Fils du révérend congrégationnaliste Michael Jones, Michael Daniel Jones est d'abord scolarisé dans la petite école que tient son père dans son village natal de Llanuwchllyn, dans le Merionethshire. Il entre brièvement en apprentissage auprès d'un drapier de Wrexham à l'âge de quinze ans avant d'entreprendre des études afin de devenir prêtre, d'abord au collège presbytérien de Carmarthen de 1839 à 1843, puis au Highbury College (en), une école dissidente de Londres, de 1844 à 1847.
Il effectue un séjour de dix-huit mois aux États-Unis au cours duquel il est ordonné prêtre à l'église congrégationaliste de Cincinnati, dans l'Ohio, le 7 décembre 1848. À son retour au pays de Galles, il devient prêtre de l'église congrégationaliste de Bwlchnewydd (cy) et Gibeon, dans le Carmarthenshire. Après la mort de son père en 1853, il est choisi pour lui succéder à la tête du collège indépendant de Bala (cy)et se voit également confier la direction des églises congrégationalistes de Bala, Tyn-y-bont, Soar, Bethel et Llandderfel.

### Carrière

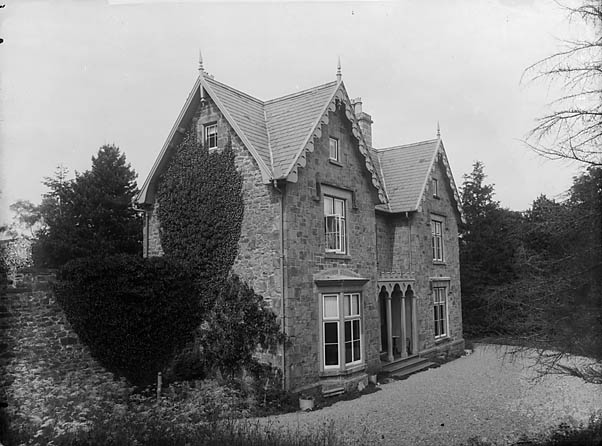
Bodiwan, demeure de Michael D. Jones, accueille également le collège indépendant de Bala.

Sa carrière comme directeur du collège indépendant de Bala est marquée par un conflit avec John Thomas (cy) concernant l'organisation des collèges indépendants du pays de Galles. Thomas souhaite fusionner les collèges de Bala et Brecon pour former un collège unique, mais Jones s'y oppose, ce qui donne lieu à un véritable schisme entre leurs partisans respectifs. La situation semble tranchée lorsque Jones est renvoyé en 1879, mais ses partisans et lui maintiennent un lieu d'enseignement indépendant à Bala. Ce n'est qu'en 1892 que la controverse prend fin avec la création d'un collège unique à Bangor qui prend le nom de Bala-Bangor College,.
Jones est un fervent patriote, préoccupé par la survie de l'identité nationale galloise face à la domination des propriétaires terriens anglais. Il se montre un adversaire déterminé du député conservateur W. W. E. Wynne (en), ce qui contribue à la bascule de la circonscription de Merioneth (en) lors des élections générales de 1868. Elle constitue par la suite un bastion du Parti libéral.
C'est à son initiative que démarre la colonisation galloise du Chubut, une région sauvage de Patagonie, en Argentine. Il rêve d'y fonder une république de langue galloise loin de toute influence anglaise. Les premiers colons débarquent le 28 juillet 1865 à Porth Madryn. Cette entreprise s'avère coûteuse en énergie et en argent pour Jones, qui est contraint de vendre sa maison à Bala pour la financer.

### Vie privée
Michael D. Jones se marie le 20 décembre 1859 à Ruthin avec Anne Lloyd. Ils ont deux fils et deux filles. Leur deux fils émigrent en Argentine : l'aîné, Llwyd ap Iwan, devenu arpenteur, est assassiné par des hors-la-loi en 1909, tandis que le cadet, Mihangel ap Iwan, devient chirurgien à Buenos Aires.
Jones meurt dans son domicile de Bala le 2 décembre 1898 à l'âge de soixante-seize ans. Il est enterré à Llanuwchllyn le 8 décembre.